# Арбен Хавальов
Арбен Ефремов Хавальов е български музикант, бизнесмен и политик. Основател и председател на партия Бригада. Самодеец музикант към читалищен музикален състав с тамбура. Ръководител на музикален състав и ръководител на музикалния оркестър към Младежки дом Благоевград.

## Биография
Арбен Хавальов е роден на 11 декември 1971 година в село Абланица, област Благоевград. Завършва с отличие Техникум по Механотехника в Благоевград. По-късно завършва aктьорско майсторство в Югозападният университет „Неофит Рилски“.
Работил е като музикант и строител в Гърция. В България активната му бизнес дейност е свързана с проекти за създаване на Интер модален терминал по Националната транспортна стратегия, Киностудио за производство на филми. От 2009 до 2018 година извършва консултантска дейност по договори по ПРСР в размери над 150 милиона евро.
Според публикации в медии, той е сочен за близък до Ахмед Доган, и е осъждан за данъчни престъпления от Пернишкия окръжен съд през 2010 година.
През октомври 2020 г. основава партия Бригада. Политическата формация предлага интересен подход за набиране на членове. Новите ѝ симпатизанти могат да участват в томбола за смартфон, дентални услуги или правни консултации.